# Gilnockie Tower

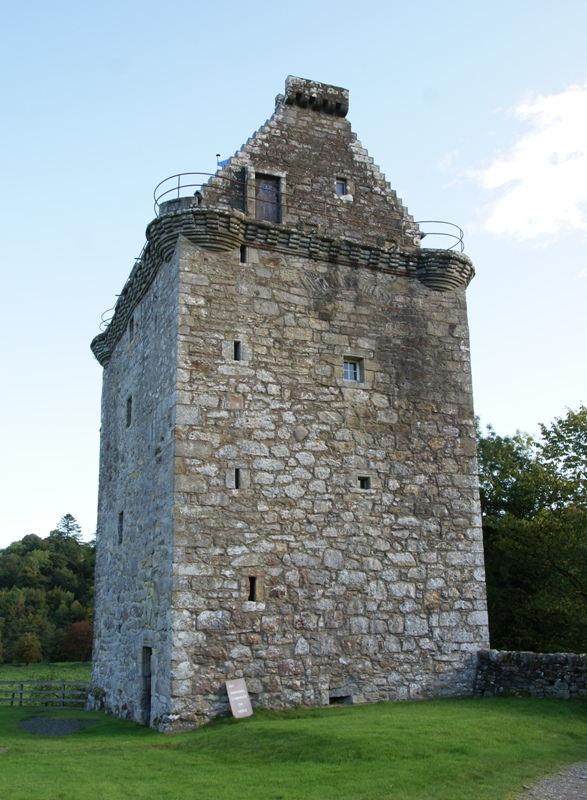
Gilnockie Tower

Gilnockie Tower, auch Hollows Tower, Holehouse Tower oder Armstrong’s Tower, ist ein Tower House nahe der schottischen Ortschaft Canonbie in der Council Area Dumfries and Galloway. 1971 wurde das Bauwerk in die schottischen Denkmallisten in der Kategorie B aufgenommen. Die Hochstufung in die höchste Denkmalkategorie A erfolgte 1988.

## Geschichte
Im frühen 16. Jahrhundert trat der vornehmlich in Roxburghshire angesiedelte Clan Armstrong erstmals in dieser Region auf. Johnnie Armstrong, der auch als Gilnockie bekannte Anführer einer Bande von Border Reivers, ließ den Wehrturm in der Mitte desselben Jahrhunderts erbauen und richtete dort seinen Stützpunkt ein. Im 20. Jahrhundert war der leerstehende Gilnockie Tower teilweise verfallen. Ende der 1970er Jahre begann die Restaurierung. Das Tower House befindet sich heute in Privatbesitz und dient als Wohngebäude.

## Beschreibung
Das Tower House liegt rund 2,5 km nordwestlich von Canonbie am rechten Ufer des Esk. Der längliche Bruchsteinbau weist eine Grundfläche von 10,2 m × 7,7 m auf. Entlang der Fassaden sind verschiedene kleine Fenster und Schlitzfenster unsymmetrisch angeordnet. Es kragt ein Wehrgang mit Bänderornamentik aus. Das aufsitzende Gebäude schließt mit einem schiefergedeckten Satteldach mit Staffelgiebeln und giebelständigem Kamin mit Gesimse an der Nordseite.
Der ornamentierte Eingang befindet sich an der Ostseite. Ursprünglich war vermutlich eine äußere Holztüre und ein innenliegendes Eisengitter verbaut. Der ebenerdige Raum besitzt ein Steingewölbe mit einer Deckenhöhe von 3,2 m. An der Südwestkante führt eine Wendeltreppe in die verschiedenen Stockwerke. Jedes Stockwerk verfügt über einen einzelnen Raum. Im ersten Obergeschoss tritt an der Nordseite ein offener Kamin mit Perlschnurornamentik hervor. Ein weiterer Kamin findet sich im zweiten Obergeschoss.